# Пелион
Пелион или Пѝлио (на гръцки: Πήλιο, Пилио, на старогръцки: Πήλιον, произнасяно Пелион, на катаревуса произнасяно Пилион) е планина в югоизточната част на Тесалия, Гърция, недалеч от Олимп. В древногръцката митология Пелион (по името на Пелей, митичния цар, бащата на Ахил) е дом на кентавъра Хирон, учител на много древногръцки герои, като Язон, Ахил, Тезей и Херкулес. Днес Пелион е част от областна единица Магнезия, в която влизат демите Волос, Загора-Муреси и Южен Пелион.
Най-високият връх на Пилио е Пуряно̀с Ставро̀с (на гръцки: Πουριανός Σταυρός), още Загора̀ (на гръцки: Ζαγορά) и Ксефо̀рти (на гръцки: Ξεφόρτι) с височина 1624 m.
Южно от планината на брега на Пагасетийския залив се намира град Волос.
На връх Пурянос Ставрос има изградени военни инсталации, сред които комуникационен възел за тропосферна комуникация на системата на NATO Ace High. Заради това достъпът до връхната точка е ограничен.